# Javier Pértile
Javier Pértile (General San Martín, 26 ottobre 1968) è un ex rugbista a 15 argentino, internazionale di rugby XV per l'Italia nel ruolo di estremo.

## Biografia
Oriundo di ascendenze italiane, giunse in Italia nella metà degli anni novanta, ingaggiato dal Roma Olimpic.
Grazie alla nazionalità dei suoi ascendenti, fu idoneo per la selezione nazionale italiana, nella quale esordì nel 1994 contro la Romania, sotto la gestione del C.T. Georges Coste.
Nel 1997 fu in campo nella finale di Coppa FIRA di Grenoble, che diede all'Italia sia la prima vittoria contro la Francia che il primo titolo di campione d'Europa.
Benché avesse preso parte alle qualificazioni per il Coppa del Mondo di rugby 1999, non fu poi convocato per la fase finale del torneo, e chiuse con i test estivi di quell'anno la sua esperienza internazionale in azzurro.
Lasciata Roma nel 1999, tornò in Argentina, dove, fino all'età di 40 anni, ha militato nella prima squadra di rugby a 15 del Club de Regatas de Resistencia, polisportiva del nord-est argentino.

## Palmarès
- Coppa FIRA : 1
Italia: 1995-97